# Hassan Derham
 (janvier 2018).
Si vous disposez d'ouvrages ou d'articles de référence ou si vous connaissez des sites web de qualité traitant du thème abordé ici, merci de compléter l'article en donnant les références utiles à sa vérifiabilité et en les liant à la section « Notes et références ».
Pour les articles homonymes, voir Derham.
Hassan Derham, né en 1954 à Laâyoune, est un homme d'affaires, ancien sportif et homme politique marocain. Il est député de Laâyoune au sein de l'Union socialiste des forces populaires (USFP).
Il est issu des Ait Youb (Ait baâmrane). Il a été footballeur au sein de l’équipe de Laâyoune « chabab sakia alhamra », et il est l’actuel président de la Jeunesse Sportive El Massira.

Le 12 juin 2009, il est élu aux élections communales de 2009 dans la commune d'El Mersa.

## Famille
- Il est le fils de  Hmad Derham membre fondateur de l'Union Nationale des Forces Populaires (UNFP, aujourd'hui USFP) et frère de Slimane Derham, député de Oued Eddahab pour le compte de l'Union socialiste des forces populaires.